# Markus Maier (Eishockeyspieler)
Markus Maier (* 3. Oktober 1977 in Bad Tölz) ist ein deutscher Eishockeytorwart, der zurzeit beim EC Bad Tölz in der Eishockey-Oberliga spielt. Zuvor war er unter anderem bei den Adler Mannheim in der DEL aktiv.

## Spielerkarriere
Der 1,80 m große Goalie  begann seine Karriere bei seinem Heimatverein EC Bad Tölz, für den er ab der Saison 1996/97 in der zweitklassigen 1. Liga zwischen den Pfosten stand. 1999 wechselte Maier zum amtierenden Deutschen Meister Adler Mannheim. Als Backup von Mike Rosati absolvierte er hier immerhin 11 Ligaspiele, die meiste Zeit wurde er allerdings bei den Jungadlern in der Oberliga eingesetzt. Mit den Schalker Haien und dem Deggendorfer SC folgten zwei weitere Oberligastationen, bevor Markus Maier zur Saison 2001/02 in die 2. Bundesliga wechselte. 
2002 kehrte der Torhüter zu seinem Heimatverein EC Bad Tölz zurück. Das noch heute bestehende Engagement wurde dabei lediglich durch eine Saison bei den London Racers in der britischen Elite Ice Hockey League 2003/04 unterbrochen.